# Irmandade das Escravas do Santíssimo Sacramento
A Irmandade das Escravas do Santíssimo Sacramento do Mosteiro da Encarnação da Ordem Militar de Avis é uma associação de fiéis católicas, canonicamente estabelecida no Real Mosteiro de Nosssa Senhora da Encarnação, em Lisboa.
Estabelecida em 1643, a irmandade tem como finalidade o desagravo ao Santíssimo Sacramento profanado no chamado desacato de Santa Engrácia, acto sacrílego que abalou a capital portuguesa. Das devoções em que ainda hoje se empenham, destaca-se, pela importância e relação com a motivação fundacional da irmandade, o Oitavário que se inicia na tarde do dia do Corpus Christi.

## História
Após o episódio que ficaria conhecido como o "desacato de Santa Engrácia", acto de profanação da Igreja de Santa Engrácia em Lisboa, que sucedeu na noite de 15 de Janeiro de 1630 com o arrombamento do sacrário, roubo da custódia e hóstias consagradas que aí se conservavam, bem como a vandalização de objectos litúrgicos e cultuais, sucederam-se os actos públicos e particulares de desagravo e reparação pelo sacrilégio cometido.
Logo em 1630 nasce a Confraria dos Escravos do Santíssimo Sacramento (entretanto extinta já em pleno Liberalismo), composta por cem homens da mais primeira fidalguia nacional, com sede na Igreja de Santa Engrácia e com patrocínio régio, assumindo o provimento do culto na capela-mor profanada (e, mais tarde, as obras de construção de uma nova capela-mor) e a realização de um tríduo anual de festejos a celebrar nos dias 16, 17 e 18 de Janeiro em memória do desacato.
A vertente feminina da confraria surgiria em 1643, com sede no Real Mosteiro da Encarnação em Lisboa, contrapondo à visibilidade pública do tríduo do desagravo promovido pelos Escravos, a adoração, recolhimento e interioridade. O seu primeiro compromisso data de 1651; o mosteiro onde ficou instalado, cujo templo ficaria afecto às Escravas, tinha sido construído por vontade da Infanta D. Maria, Duquesa de Viseu (filha de D. Manuel I) para servir de recolhimento às Comendadeiras da Ordem Militar de São Bento de Avis.
De forma análoga à sua congénere masculina, a Irmandade das Escravas era constituída inicialmente por cem irmãs, de nomeação vitalícia, provindas da mais distinta nobreza. Como líder da irmandade, figura a "Escrava das Escravas" e, não directamente presente no organograma mas no espírito da associação, a figura da "Escrava Protectora", de que cada uma das rainhas de Portugal foi representante até ao fim da monarquia em 1910.
A Irmandade das Escravas passou a organizar — cerimónias que se mantêm até aos dias de hoje — um Oitavário de desagravo ao Santíssimo Sacramento, com início na tarde do dia do Corpus Christi, com pregação e adoração eucarística permanente, que culminava também com uma majestosa procissão que percorria os claustros ao som de cânticos litúrgicos, precedida das senhoras recolhidas e das "moças de coro", trajando "mantos brancos dos quais se destacava a cruz floreteada da Ordem de Avis".